# مكشطة الجليد

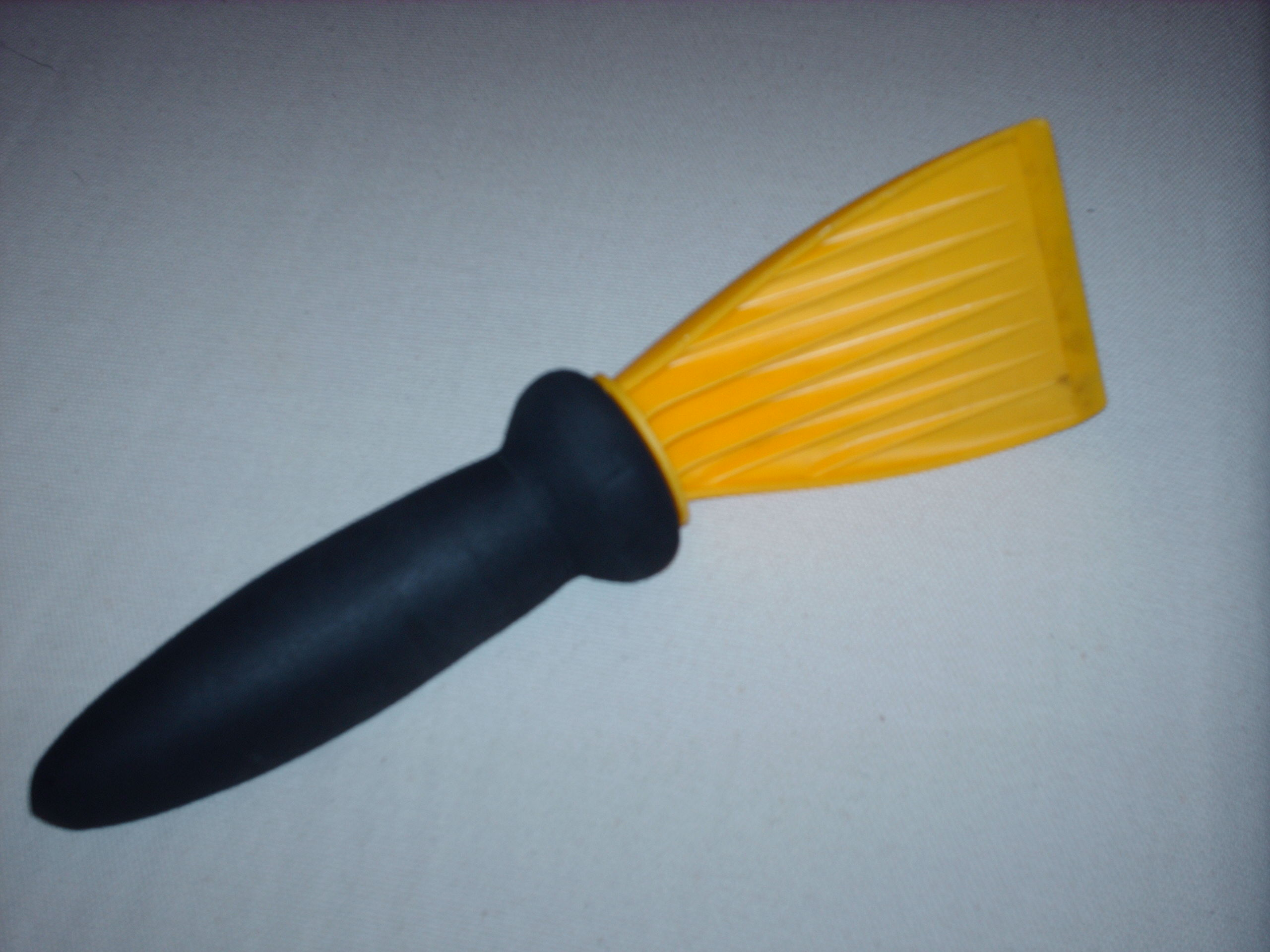
مكشطة الجليد

مكشطة الجليد هي أداة محمولة لإزالة الصقيع والجليد والثلج من النوافذ، وعادةً ما تكون في السيارات. تحتوي الكاشطات الأساسية على شفرة ومقبض من اللدائن، على الرغم من أن بعضها يحتوي على شفرات مصنوعة من المعدن. غالبًا ما تشتمل النماذج الأكثر تعقيدًا على فرش للمساعدة في إزالة الثلج المتجمع، أو ممسحات لإزالة الماء إذا كانت درجة الحرارة المحيطة قريبة من نقطة الذوابان. بدلاً من ذلك، يمكن أن يكون المقبض داخل حاوية تشبه القفازات للمساعدة في إبقاء يدي المستخدم دافئة وجافة عند استخدام المكشطة.
عادةً ما تكون شفرة مكشطة الجليد مسطحة إذا كانت مصنوعة من المعدن، على الرغم من أن بعض الأصناف تتضمن حوافًا يمكن أن تكون مفيدة لتفتيت صفائح الجليد (مثل ما يتجمع في المطر المتجمد). تميل الشفرات اللدائنية إلى أن يكون لها شكل أكثر تعقيدًا مع ربط عدة أصابع سميكة ببعضها البعض. غالبًا ما تحتوي «الأصابع» على حواف في الأعلى، لذلك يمكن قلب المكشطة لتفتيت الجليد السميك. توجد تصميمات أكثر تعقيدًا لتحسين إزالة الجليد على الزجاج المنحني في السيارات